# Verongiida
Веронгіди (Verongiida) — ряд губок класу звичайні губки (Demospongiae).

## Загальна інформація
В цих губках бракує мінеральних спікул, зазвичай мясистих і м'яких, з пігментами які окислюються до пурпурового забарвлення. Скелет складається з великих, широко розставлених спонгічних волокон, що утворюють дендритні або сітчасті структури і волокна можуть бути об'єднані в пучки, немає диференціації первинного і вторинного елементу і детрит рідко включений у волокна, волокна мають шарувату поверхневу (кора) зону і різну центральну серцевину тонких фібрил спонгіну, але кора може бути менша або повністю відсутня у деяких видів.

## Класифікація
Має 4 родини:
- Родина Aplysinellidae Bergquist, 1980
- Родина Aplysinidae Carter, 1875
- Родина Ianthellidae Hyatt, 1875
- Родина Pseudoceratinidae Carter, 1885

Колишні таксони:
- Родина Verongiidae прийнята як Aplysinidae